# Marull
Marull is een plaats in het Argentijnse bestuurlijke gebied San Justo in de provincie Córdoba. De plaats telt 1.765 inwoners.